# Fleetwood Mac

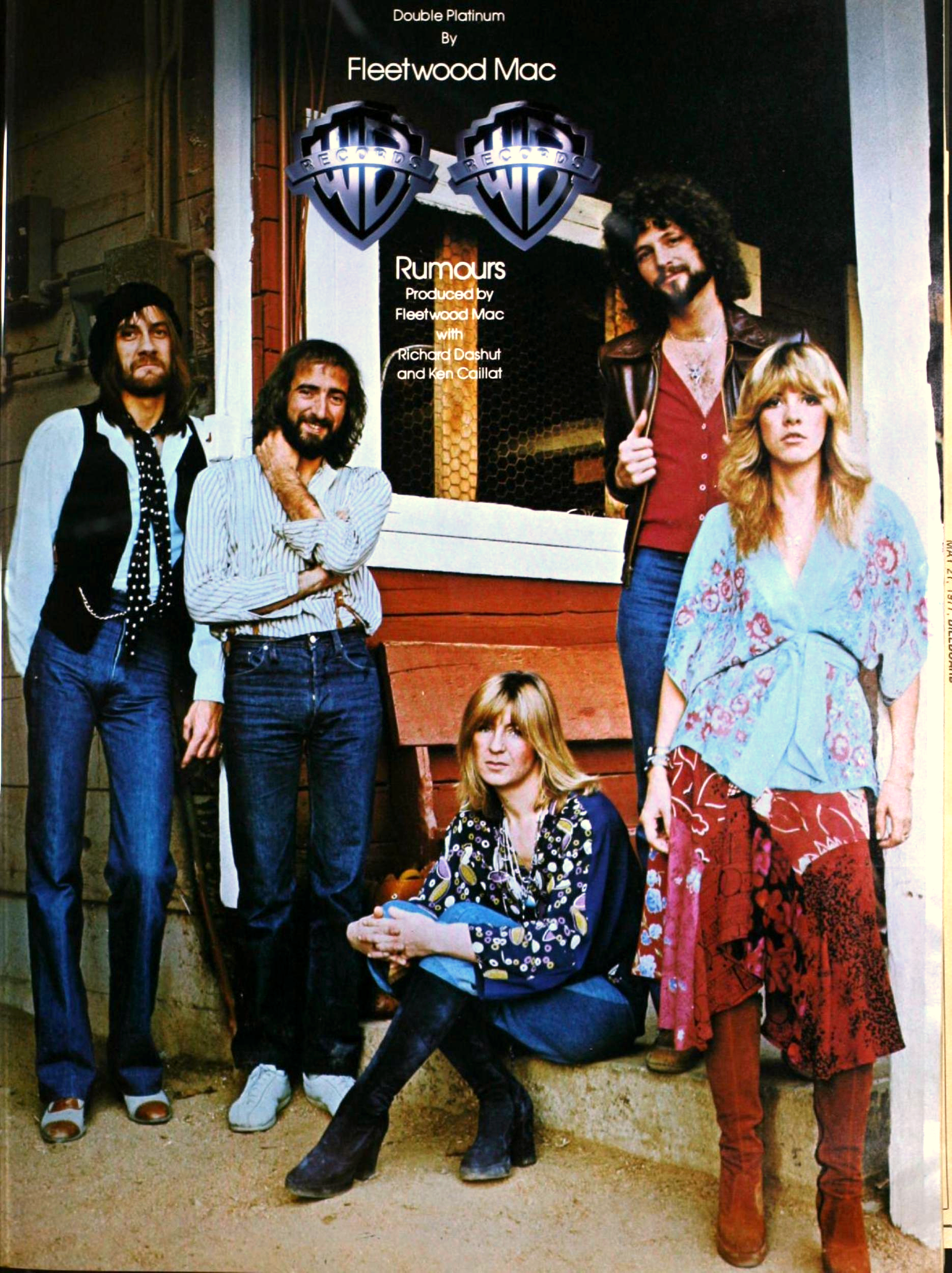
Fleetwood Mac w 1977 roku - od lewej Mick Fleetwood, John McVie, Christine McVie, Lindsey Buckingham i Stevie Nicks

Fleetwood Mac – brytyjsko-amerykański zespół rockowy, założony w lipcu 1967 r. z inicjatywy gitarzystów Petera Greena i Jeremy'ego Spencera oraz perkusisty Micka Fleetwooda. Grupa sprzedała ponad 100 milionów płyt na całym świecie. W 1998 r. jej najważniejsi członkowie zostali włączeni do Rock and Roll Hall of Fame, a także otrzymali nagrodę BRIT za wybitne osiągnięcia muzyczne. Zespół rozwiązano w 2022 r., po śmierci Christine McVie.
W pierwszych latach działalności formacja reprezentowała nurt brytyjskiego bluesa, zdobywając szczyt rodzimej listy przebojów z instrumentalnym „Albatross”, oraz odnosząc mniejsze sukcesy z singlami „Oh Well” i „Black Magic Woman”. Prywatne problemy poszczególnych muzyków doprowadziły do zmiany składu zespołu, który ostatecznie ustabilizował się w 1975 r. i do pierwszej połowy lat 90. pozostał ten sam, stając się tym samym najbardziej rozpoznawalnym. Jedynymi stałymi członkami grupy byli Mick Fleetwood i basista John McVie, od których nazwisk pochodzi nazwa formacji.
Fleetwood Mac zdobył ogólnoświatową popularność po wydaniu albumu Rumours (1977). Jest on uznawany za najlepszy krążek grupy. W 1978 r. został mianowany Albumem Roku na ceremonii nagród Grammy, a magazyn Rolling Stone umieścił go na 25. miejscu listy 500 albumów wszech czasów. Od premiery do 2007 r. sprzedano ponad 30 milionów kopii na całym świecie, co czyni go siódmym najlepiej sprzedającym się albumem muzyki rozrywkowej.

## Historia
Muzyczną działalność Fleetwood Mac rozpoczął w 1967 r. jako bluesrockowy kwartet w składzie: Peter Green, Jeremy Spencer, Bob Brunning i Mick Fleetwood. Po dwóch miesiącach Brunning został zastąpiony przez Johna McVie. Muzyka zespołu była wyraźnie inspirowana twórczością Johna Mayalla. Green i Spencer opuścili grupę na początku lat 70.; pierwszy z powodów zdrowotnych, drugi w związku z przystąpieniem do sekty religijnej Dzieci Boga. 

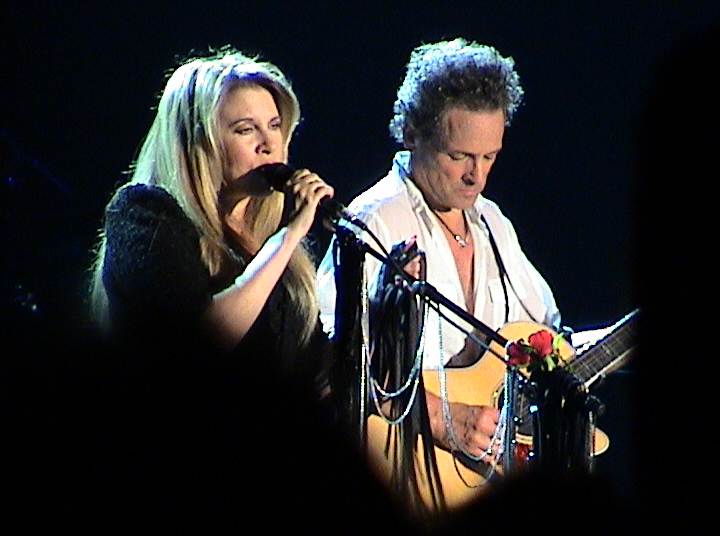
Stevie Nicks, Lindsey Buckingham (2003)

Wkrótce nowy kierunek w rozwoju formacji nadała Christine McVie. Po szeregu zmian personalnych ostatecznie skład grupy się ustabilizował. Grupa stała się kwintetem wokalno-instrumentalnym, gdy dołączyli do niej wokalistka Stevie Nicks i gitarzysta Lindsey Buckingham. Od tego momentu zespół grał w tonacji lżejszego, popularnego nurtu rocka (soft rocka), w którym wyraźnie były wpływy folk rocka. Złote lata grupy datują się na koniec lat siedemdziesiątych XX wieku. 
W 1977 r. grupa wydała album Rumours, który przeszedł do historii jako jeden z najlepiej sprzedających się płyt rockowych wszech czasów. Niedługo potem zawiesiła działalność, a jej członkowie ze zmiennym szczęściem poświęcali się karierom solowym. Od tego czasu muzycy Fleetwood Mac wielokrotnie spotykali się w studio nagrywając nową muzykę i koncertując. Do najciekawszych albumów z tego okresu należą Tango in the Night z 1987 r. i Say You Will z 2003 r. W styczniu 2014 r. Christine McVie ponownie dołączyła do zespołu.
W 2020 r. w wieku 73 lat zmarł pierwszy lider formacji, Peter Green.

## Skład

### Ostatni członkowie
- Stevie Nicks – śpiew (1975–1992, od 1997)
- Mick Fleetwood – perkusja (od 1967)
- John McVie – gitara basowa (od 1967)
- Mike Campbell(inne języki) – gitara (od 2018)
- Neil Finn – gitara, śpiew (od 2018)
- Emily Jollands (Gervers)[13]

### Byli członkowie
- Bekka Bramlett(inne języki) – śpiew (1992–1996)
- Bob Brunning(inne języki) – gitara basowa (1967)
- Lindsey Buckingham – gitara, śpiew (1975–1987, 1997–2018)
- Billy Burnette(inne języki) – gitara, śpiew (1987–1996)
- Peter Green (zm. 2020) – gitara, śpiew (1967–1970)
- Danny Kirwan(inne języki) – gitara, śpiew (1968–1972)
- Dave Mason – gitara, śpiew (1994–1996)
- Christine McVie  (zm. 2022) – śpiew, instrumenty klawiszowe (1970–1998, 2014-2022)
- Jeremy Spencer – gitara, śpiew (1967–1971)
- Rick Vito(inne języki) – gitara (1987–1992)
- Dave Walker(inne języki) – śpiew (1973)
- Bob Welch (zm. 2012)  – gitara, śpiew (1971–1974)
- Bob Weston – gitara, śpiew (1972–1973)

## Dyskografia

### Albumy studyjne
- 1968 – Fleetwood Mac
- 1968 – Mr. Wonderful
- 1969 – Then Play On
- 1970 – Kiln House
- 1971 – Future Games
- 1972 – Bare Trees
- 1973 – Penguin
- 1973 – Mystery to Me
- 1974 – Heroes Are Hard to Find
- 1975 – Fleetwood Mac
- 1977 – Rumours
- 1979 – Tusk
- 1982 – Mirage
- 1987 – Tango in the Night
- 1990 – Behind the Mask
- 1995 – Time
- 2003 – Say You Will

### Albumy koncertowe
- 1980 – Live
- 1995 – Live at the BBC
- 1997 – The Dance
- 2004 – Live in Boston (Live 2003)

### Albumy kompilacyjne
- 1969 – English Rose
- 1969 – The Pious Bird of Good Omen
- 1969 – Blues Jam in Chicago
- 1971 – Black Magic Woman
- 1971 – Greatest Hits (CBS)
- 1975 – Vintage Years aka The History of Fleetwood Mac. Vintage Years 2LP
- 1987 – The Collection 2LP
- 1988 – Greatest Hits (Warner Bros)
- 1992 – 25 Years – The Chain
- 2002 – The Very Best of Fleetwood Mac
- 2003 – The Best Of Peter Green's Fleetwood Mac
- 2007 – The Essential Fleetwood Mac

### Albumy archiwalne
- 1971 – The Original Fleetwood Mac (CBS)
- 1985 – Live in Boston (Live 1970)
- 1992 – Peter Green's Fleetwood Mac Live at the Marquee (Live 1967)
- 1998 – The Masters: Fleetwood Mac London Live '68 (Live 1968)
- 1998 – The Vaudeville Years of Fleetwood Mac: 1968 to 1970 (2 CD)
- 1999 – The Complete Blue Horizon Sessions 1967–1969 (6 CD) (Columbia UK)
- 1999 – Shrine '69
- 2000 – Original Fleetwood Mac: The Blues Years (3 CD) (Castle)
- 2001 – Show-Biz Blues: 1968 to 1970 Volume 2 (2 CD) (Castle/Sanctuary)
- 2002 – Jumping at Shadows: The Blues Years (Castle/Sanctuary)
- 2003 – Madison Blues (3 CD) (Shakedown – zarejestrowany 1970)
- 2003 – Green Shadows (Union Square Music)
- 2005 – Men of the World: The Early Years (3 CD) (Sanctuary – matriał kompilacyjny z The Vaudeville Years and Show-Biz Blues)
- 2008 – Perfect Days (Airline – materiał na pojedynczym dysku z 3 dyskowego Madison Blues)
- 2010 – Perfect in Every Way (Fuel 2000 – wydanie płyty „Perfect Days” przez wytwórnię Fuel z taka samą okładką i materiałem dźwiękowym, lecz o nieco zmienionym tytule)
- 2011 – Preaching The Blues – (Fleetwood Mac in Concert 1971) (Secret Records)

## Link zewnętrzny
- Oficjalna strona internetowa